# Здежеле
Здежеле (словен. Z'dežele) — футбольный стадион в Целе, Словения, вмещающий чуть больше 13 тысяч человек. С 2003 года он является домашней ареной для футбольного клуба «Целе», заменив бывший стадион клуба, «Скална Клет», которая сейчас используется как тренировочная база. До июля 2017 года стадион носил название «Арена Петрол». Такое название стадион имел в честь главного спонсора, словенской нефтяной компании «Petrol». На стадионе прошли 17 домашних матчей сборной Словении по футболу, а также три матча группы B молодёжного чемпионата Европы.
Поле стадиона покрыто натуральной травой, а сам стадион оснащен подогревом поля и прожекторами.

## История
Стадион открылся 9 сентября 2003 года с одной трибуной, вмещавшая 3 600 человек. На момент открытия стадион был самым современным футбольным стадионом в Словении. В течение следующих пяти лет были построены еще три трибуны и в 2008 году строительство стадиона было полностью завершено.

## Трибуны
Согласно официальному сайту:
- Основная трибуна на 3 600 мест
- Восточная трибуна на 4 850 мест
- Северная трибуна на 3 000 мест
- Южная трибуна на 1 500 мест

## Матчи молодёжного чемпионата Европы 2021
| Дата          | Хозяева  | Гости  | Счёт |
| ------------- | -------- | ------ | ---- |
| 24 марта 2021 | Чехия    | Италия | 1:1  |
| 27 марта 2021 | Словения | Чехия  | 1:1  |
| 30 марта 2021 | Испания  | Чехия  | 2:0  |

## Матчи сборной Словении
| Матч | Дата             | Турнир            | Соперник          | Результат | Посещаемость |
| ---- | ---------------- | ----------------- | ----------------- | --------- | ------------ |
| 1    | 31 марта 2004    | Товарищеский матч | Латвия            | 0:1       | 2 300        |
| 2    | 4 сентября 2004  | Отбор на ЧМ-2006  | Молдова           | 3:0       | 4 000        |
| 3    | 9 октября 2004   | Отбор на ЧМ-2006  | Италия            | 1:0       | 9 250        |
| 4    | 9 февраля 2005   | Товарищеский матч | Чехия             | 0:3       | 4 000        |
| 5    | 26 марта 2005    | Товарищеский матч | Германия          | 0:1       | 9 200        |
| 6    | 30 марта 2005    | Отбор на ЧМ-2006  | Беларусь          | 1:1       | 8 000        |
| 7    | 3 сентября 2005  | Отбор на ЧМ-2006  | Норвегия          | 2:3       | 10 055       |
| 8    | 12 октября 2005  | Отбор на ЧМ-2006  | Шотландия         | 0:3       | 9 000        |
| 9    | 31 мая 2006      | Товарищеский матч | Тринидад и Тобаго | 3:1       | 2 500        |
| 10   | 15 августа 2006  | Товарищеский матч | Израиль           | 1:1       | 3 000        |
| 11   | 7 октября 2006   | Отбор на ЧЕ-2008  | Люксембург        | 2:0       | 3 000        |
| 12   | 28 марта 2007    | Отбор на ЧЕ-2008  | Нидерланды        | 0:1       | 9 520        |
| 13   | 2 июня 2007      | Отбор на ЧЕ-2008  | Румыния           | 1:2       | 8 000        |
| 14   | 12 сентября 2007 | Отбор на ЧЕ-2008  | Беларусь          | 1:0       | 4 000        |
| 15   | 13 октября 2007  | Отбор на ЧЕ-2008  | Албания           | 0:0       | 4 000        |
| 16   | 21 ноября 2007   | Отбор на ЧЕ-2008  | Болгария          | 0:2       | 3 600        |
| 17   | 19 ноября 2013   | Товарищеский матч | Канада            | 1:0       | 2 500        |